# Macropsis igniscutellata
Macropsis igniscutellata är en insektsart som beskrevs av Hamilton 1983. Macropsis igniscutellata ingår i släktet Macropsis och familjen dvärgstritar. Inga underarter finns listade i Catalogue of Life.